# Empis melanopa
Empis melanopa är en tvåvingeart som beskrevs av Stephens 1829. Empis melanopa ingår i släktet Empis och familjen dansflugor.
Artens utbredningsområde är Storbritannien. Inga underarter finns listade i Catalogue of Life.